# Xavier Forneret
Xavier Forneret (Beaune, 1809 – 1884) è stato uno scrittore, poeta e drammaturgo francese, noto per il suo umorismo nero.